# Emanuel Alarcón
Emanuel Alarcón (Hasenkamp, Entre Ríos, Argentina, 11 de noviembre de 1992) es un futbolista argentino que juega como arquero. Actualmente se desempeña en el Club Juventud Sarmiento de la Liga de Paraná.

## Clubes
En 2013 fue cedido a Viale FBC junto a otros jugadores de Patronato, como Damián Pacco, para tener más oportunidades de jugar, pero al final no tuvo tanta suerte y para 2014 volvió a Patronato.
| Club                   | País      | Año         |
| ---------------------- | --------- | ----------- |
| Patronato              | Argentina | 2013        |
| Viale FBC              | Argentina | 2013        |
| Patronato              | Argentina | 2014- 2019  |
| DEPRO                  | Argentina | 2020 - 2023 |
| Sportivo Atlético Club | Argentina | 2023 - 2023 |
| Juventud SAR           | Argentina | 2023 - Act. |